# Banda Paul

Segell de la Banda Paul

La Primera Nació Paul, més coneguda habitualment com a Banda Paul, és una banda índia amb base a Wabamun (Alberta) d'origen mixt Cree i Nakoda (Stoney). Van prendre part del Tractat Sis i tenen les reserves Buck Lake 133C i Wabamun Lake 133A, 133B i 133C que els foren concedides pel govern federal en 1892. Tanmateix la reserva índia Buck Lake fou delmada per la grip espanyola de 1918 i ara és abandonada en gran part.
El 2005 la nació tenia 1.926 membres, dels quals 1.110 vivien en les reserves.
Les terres de la banda Paul a Wabamun 133A i 133B es troben al llarg del llac Wabumun, aproximadament a 70 km a l'oest d'Edmonton. El llac és una destinació popular a Alberta per passar els caps de setmana i dies festius, i la banda opera l'Ironhead Golf i el Country Club per atraure aquest mercat.